# Overlord (Marvel Comics)
Overlord il cui vero nome è Rakkhal, è un personaggio dei fumetti creato da Stan Lee (testi) e John Buscema (disegni), pubblicata dalla Marvel Comics. La sua prima apparizione avviene in The Silver Surfer (vol. 1) n. 6 (giugno 1969).

## Storia
Overlord nasce su un pianeta sconosciuto, popolato da una specie praticamente uguale all'homo sapiens sapiens, in un futuro non precisato.

Il capo delle ricerche di un centro atomico rimane vittima di un incidente e il suo corpo è esposto alle radiazioni; l'uomo rimane illeso, ma suo figlio nascerà con un'orribile mutazione: il bambino ha un aspetto ferino, con una zampa artigliata al posto di una mano e un'innata aggressività. A quattro anni è già grande come un adulto e quantomai malvagio.

Ben presto diventa un pericoloso gigante (con una mano tiene tranquillamente un uomo) e i governanti decidono, preoccupati, di esiliarlo. Il gigante si rivela tuttavia invulnerabile e imbattibile e risponde all'attacco conquistando il pianeta.

La sua potenza e la sua fame di conquista lo portano a sottomettere l'intero universo, utilizzando una flotta e un esercito in continuo aumento grazie agli schiavi catturati sul suo cammino.
Ai giorni nostri Silver Surfer, che non può fuggire dalla Terra a causa di una barriera innalzata da Galactus, decide di superare la velocità della luce per andare avanti nel tempo, sperando che in futuro questa barriera non esista più.

Riesce nell'intento, scoprendo tuttavia l'operato di Overlord. Silver Surfer affronta il mostro, ma viene facilmente sconfitto; creduto morto da Overlord, Norrin Radd riesce a fuggire grazie al sacrificio di uno schiavo, ultimo superstite del suo pianeta natale Zenn-La.
Silver Surfer torna poi indietro nel tempo, distruggendo la macchina che aveva causato l'incidente del padre di Overlord e impedendo quindi la mutazione di questo.

## Poteri e abilità
Il principale potere di Overlord è quello di essere totalmente invulnerabile: nemmeno il Potere Cosmico può nulla contro di lui; possiede inoltre una forza sovrannaturale e può emettere raggi distruttivi di potenza comparabile a quelli di Silver Surfer.